# Сім'янин (сезон 14)
Чотирнадцятий сезон мультсеріалу «Сім'янин» транслювався на «Fox» з 27 вересня 2014 по 22 травня 2015 року.

## Серії
| № | # | Назва                  | Режисер         | Сценарист      | Показ у США     | Код серії | Глядачі США (у мільйонах) |
| 250 | 1 | Pilling Them Softly    | Джеррі Ленгфорд | Хаєс Девенпорт | 27 вересня 2015 | CACX17    | 2.87                      |
| --- | - | ---------------------- | --------------- | -------------- | --------------- | --------- | ------------------------- |
| Пітер і Кваґмаєр конкурують у кулінарній баталії за те, хто залишится ведучим кулінарного шоу.                                                          |   |                        |                 |                |                 |           |                           |
| 251 | 2 | Papa Has a Rollin' Son | Стів Робертсон  | Денні Сміт     | 4 жовтня 2015   | CACX18    | 3.56                      |
| Пітер, Клівленд і Кваґмаєр шукають батька Джо, але виявилося, що він ненавидить інвалідів і Пітер зголосився бути Джо.                                  |   |                        |                 |                |                 |           |                           |
| 252 | 3 | Guy, Robot             | Майк Кім        | Кріс Реґан     | 11 жовтня 2015  | DACX02    | 2.79                      |
| Після того, як Стьюї і Брайан потрапляють у бійку, Стьюї робить собі робота друга.                                                                      |   |                        |                 |                |                 |           |                           |
| 253 | 4 | Peternormal Activity   | Ґреґ Колтон     | Кріс Шерідан   | 25 жовтня 2015  | CACX16    | 3.85                      |
| Після перегляду фільму жахів Пітер і його друзі думають, що зможуть зробити краще. Випадково вбивши чоловіка вони вирішили звалити це на когось іншого. |   |                        |                 |                |                 |           |                           |